# Rakovszky Elek
Nagy-rákói és kelemenfalvi Rakovszky Elek (Nagyrákó, 1755. július 17. – 1815 után) királyi tanácsos, kerületi táblai bíró.

## Életútja
Rakovszky Miklós birtokos és Szögényi Anna fia. Nagyrákón született, mely községet ősei Rakovszky Márton és László, akik a sajói ütközet után IV. Béla kíséretében voltak, 1245-ben hűségük jutalmául kapták. Rakovszky 1787-ben II. József alatt Szatmár megye alispánja, majd királyi tanácsos, 1795-ben és még 1810-15-ben is a dunáninneni kerület táblabírája, s birtokos volt Pettenfalván.

## Művei
- Cogitatio fugitiva in abitum glaciei 1. Februarii 1800. eodem pene temporis momento solutae quo Seren. princeps regius Josephus archi-dux Austriae et regni Hungariae palatinus cum Seren. caes. principe Alexandra Paulowna neosponsa Budam inter festivos populi applausus appulit. Pestini.
- Oda ad diem 17. et 18. mensis Maji anni 1801. Ill. Dno Lib. Baroni Paulo de Rava perpetuo in Szklabina et Blatnicza i. comitatus Thurociensis perpetuo comiti etc. dicata, cum post gestum magna cum laude i comitatus Zagrabiensis suprem. comitis offic. administrat. munus haereditariam supremi comitis dignitatem installante Exc. ad Ill. Dom. comite Josepho a Brunczvik de Korompa, pro hoc actu commissario regio in antelato i. Thurochiensi comitatu inter solennes frequentissimae nobilitatis plausus felicissime auspicaretur. Tyrnaviae.
- Oda Cels. ac Rev. Dno principi Ernesto, Joanni, Francisco de Paula in Schvarzenberg, die 12. mensis Januarii anno 1818. onomasticum suum feliciter celebranti dicata. Hely n.

Kéziratban a Magyar Nemzeti Múzeumban: Criticae animadversiones in opuscula poetico-historica Joannis Valentini parochi Znio-Várallyensis 1808. 4-rét 71 levél; Anti-Piringer, seu breves reflexiones historico-juridicae ad partem I-mam opusculi sub titulo Ungarns Banderien per Cl. Michaelem Piringer secretarium aulicum Viennae Austriae A. 1810. in lucem editi. 1811. 8-rét 192 lap.